# Маргарет Стюарт
Маргарет Стюарт (на френски: Margueritte d'Ecosse; * 25 декември 1425, † 16 август 1445) е шотландска принцеса, а по-късно и дофина на Франция. Тя е първородно дете на шотландския крал Джеймс I и кралица Джоан Бофорт.